# Sân bay Daloa
Sân bay Daloa (IATA: DJO, ICAO: DIDL) là một sân bay ở Daloa, Bờ Biển Ngà.